# Oceanijsko prvenstvo u košarci 1979.
Oceanijsko prvenstvo u košarci 1979. bilo je četvrto izdanje ovog natjecanja. Igralo se od 5. do 8. kolovoza u Sydneyu i Melbourneu. Pobjednik se kvalificirao na OI 1980.

## Turnir
| 1. momčad  | Ishod    | 2. momčad   |
| ---------- | -------- | ----------- |
| Australija | 65 : 41  | Novi Zeland |
| Australija | 62 : 53  | Novi Zeland |
| Australija | 115 : 73 | Novi Zeland |

| Pobjednici Oceanijskog košarkaškog prvenstva 1979. |
| AUSTRALIJA Četvrti naslov                          |